# Edson Porto
Edson Blevio Porto, mais conhecido como Edson Porto (Urubici, 8 de Maio de 1957), é um treinador de futebol brasileiro. Atualmente está sem clube.
Já foi técnico do Yokohama F. Marinos onde foi campeão da J. League. Edson Porto iniciou a sua carreira de treinador nas categorias de base do S.C Internacional de Porto Alegre.

## Títulos
Yokohama F. Marinos
- Campeonato Japonês - J.League: 1995

 Juventude (MT)
- Mato-Grossense: 2001

 Sampaio Corrêa (MA)
- Taça Cidade de São Luís: 2009

 Santos (AP)
- Campeonato Amapaense: 2017 e 2019

### Outros títulos
Shimizu Shougyou
- Campeão Kentaikai Intahai: 1993, 1994
- Campeão Zen Nihon Yus: 1993
- Campeão Kentaikai Senshu Ken: 1993, 1994

 Yokohama F. Marinos
- Campeão Santory Shirizu: 1995

 N.B.U. Nihon Bunri
- Campeão Daigaku Senshu Ken: 2004

### Títulos em categorias de base
Internacional (RS)
- Campeão Sul-americano: 1990
- Campeão Metropolitano (Juvenil): 1985, 1986
- Campeão Gaúcho (Infanto Juvenil): 1987
- Campeão Gaúcho (Juvenil): 1990, 1991